# Lonbia
Lonbia ist ein osttimoresischer Ort im Suco Ritabou (Verwaltungsamt Maliana, Gemeinde Bobonaro). Er liegt im Süden der Aldeia Maganutu, auf einer Meereshöhe von 882 m. Westlich befindet sich der Ort Maganutu und südlich die Siedlung Leotaek und das Dorf Nunutana. Im Norden steigt die Steilwand des Berges Leolaco an.